# Västlig klipphopparpingvin
Västlig klipphopparpingvin (Eudyptes chrysocome) är en art av pingviner. Den och östlig klipphopparpingvin (Eudyptes filholi) kategoriserades fram tills nyligen som en och samma art, under namnet klipphopparpingvin. De båda arterna minskar mycket kraftigt i antal och det gemensamma beståndet upptas på IUCN:s röda lista som sårbar.

## Utseende och levnadssätt
Västlig klipphopparpingvin är en medelstor (51–62 centimeter) robust pingvin med vit undersida och skiffergrå ovansida. Ögonen är distinkt röda, den korta näbben röd brun och ögonbrynen gula som förlängts till två plymer ovanför ögat. Jämfört med den nära släktingen nordlig klipphopparpingvin (Eudyptes moseleyi) har västlig klipphopparpingvinen ett smalare ögonbrynsstreck och kortare plymer. 

## Utbredning och systematik
Västlig klipphopparpingvin häckar på Kap horn och Falklandsöarna. Arten behandlas här som monotypisk, det vill säga att den inte delas in i några underarter. Tidigare inkluderades östlig klipphopparpingvin (E. filholi) i arten, då med det svenska namnet enbart klipphopparpingvin, och vissa gör det fortfarande. 
Tongivande IOC lyfte dock ut den som egen art 2025, baserat på studier som visar på morfologiska och genetiska skillnader. Längre tillbaka betraktades även atlantpingvin (Eudyptes moseleyi) som en underart, men urskiljs nu allmänt som egen art.

## Levnadssätt
Arten återvänder till häckningsplatsen i oktober. Två ägg läggs och ruvas i 32-34 dagar i november och december. Oftast överlever endast en unge, men framför allt i Falklandsöarna finns exempel på att båda ungar klarat sig. Där har man också noterat hybridisering med nordlig klipphopparpingvin och macaronipingvin. Fågeln lever av olika typer av fisk, skaldjur och bläckfiskar.

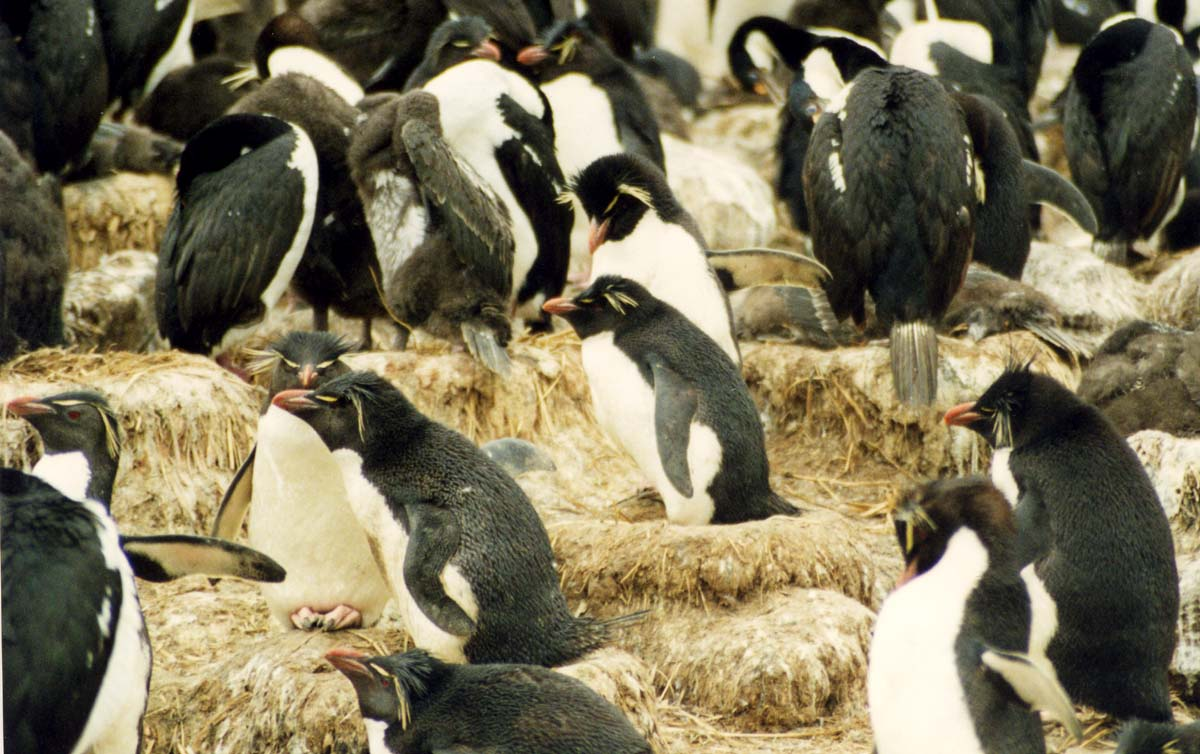
Västliga klipphopparpingviner på bo.
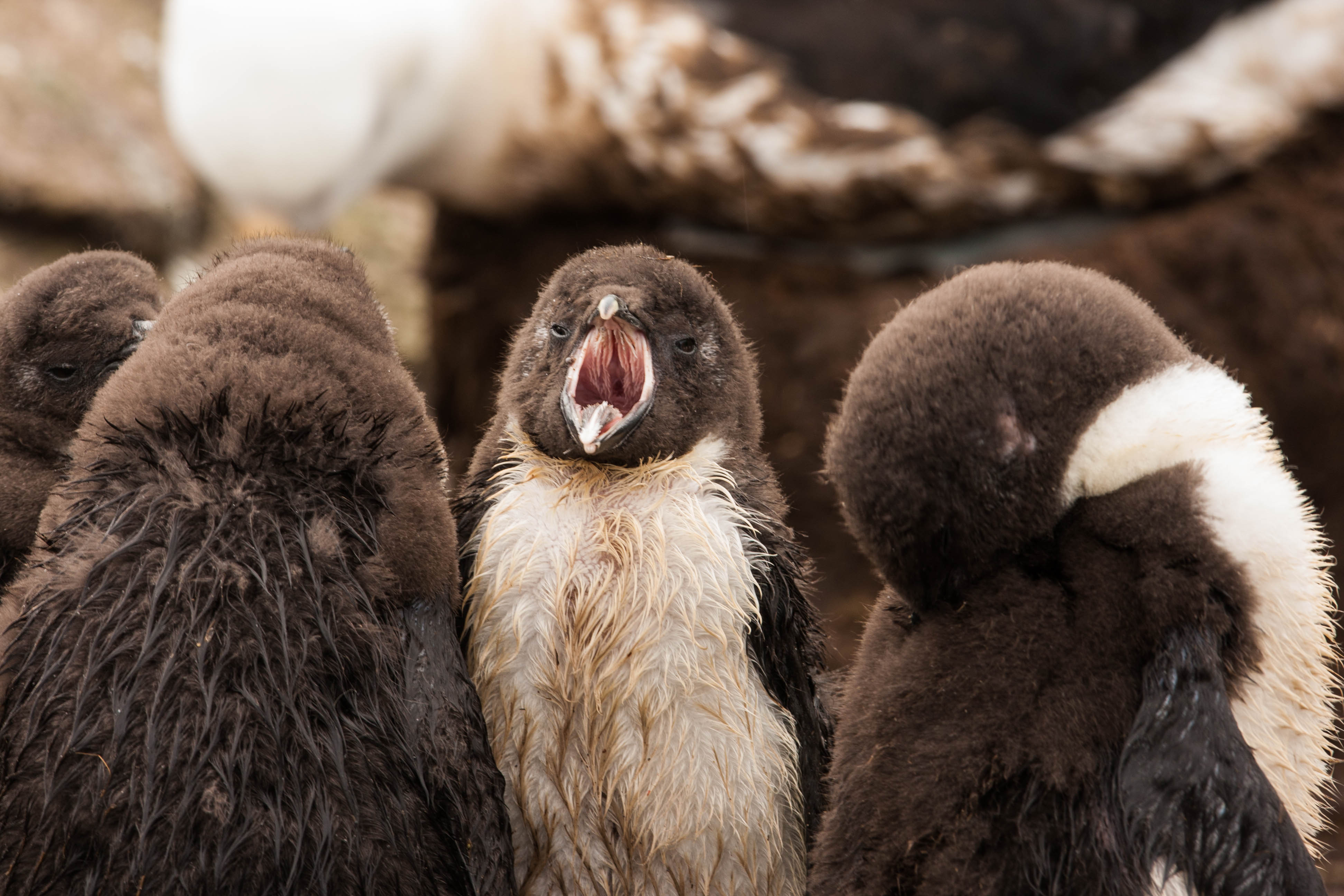
Unga västliga klipphopparpingviner.

## Status
IUCN bedömer hotstatus för västlig och östlig klipphopparpingvin samlat. Deras bestånd har minskat kraftigt under det senaste århundradet, som kraftigast de senaste åren. Flera populationer har nästintill kraschat. Exempelvis har 1,5 miljoner par försvunnit från Campbellöarna mellan 1942 och 1986. Den är därför upptagen på internationella naturvårdsunionen IUCN:s rödlista, som sårbar. Idag uppskattas världspopulationen till 2,5 miljoner vuxna individer, med största häckningskolonin i Falklandsöarna för nominatformen och i Prins Edwardöarna för filholi.

## Namn
Fågelns vetenskapliga artnamn chrysocome betyder "guldhårad", efter latinisering av grekiskans khrusos för "guld" och kome, "hår".